# Arconada
Arconada – gmina w Hiszpanii, w prowincji Palencia, w Kastylii i León, o powierzchni 19,43 km². W 2011 roku gmina liczyła 45 mieszkańców.